# 埃爾坎普 (加利福尼亞州)
埃爾坎波（英語：El Campo）是位於美國加利福尼亞州馬林縣的一個非建制地區。該地的面積和人口皆未知。

## 地理
埃爾坎波的座標為37°53′51″N 122°27′55″W / 37.89750°N 122.46528°W，而該地的平均海拔高度為17米（即56英尺）。